# 424200 Tonicelia
424200 Tonicelia è un asteroide della fascia principale. Scoperto nel 2007, presenta un'orbita caratterizzata da un semiasse maggiore pari a 3,1023985 UA e da un'eccentricità di 0,1827435, inclinata di 21,28964° rispetto all'eclittica.